# RAM March 01

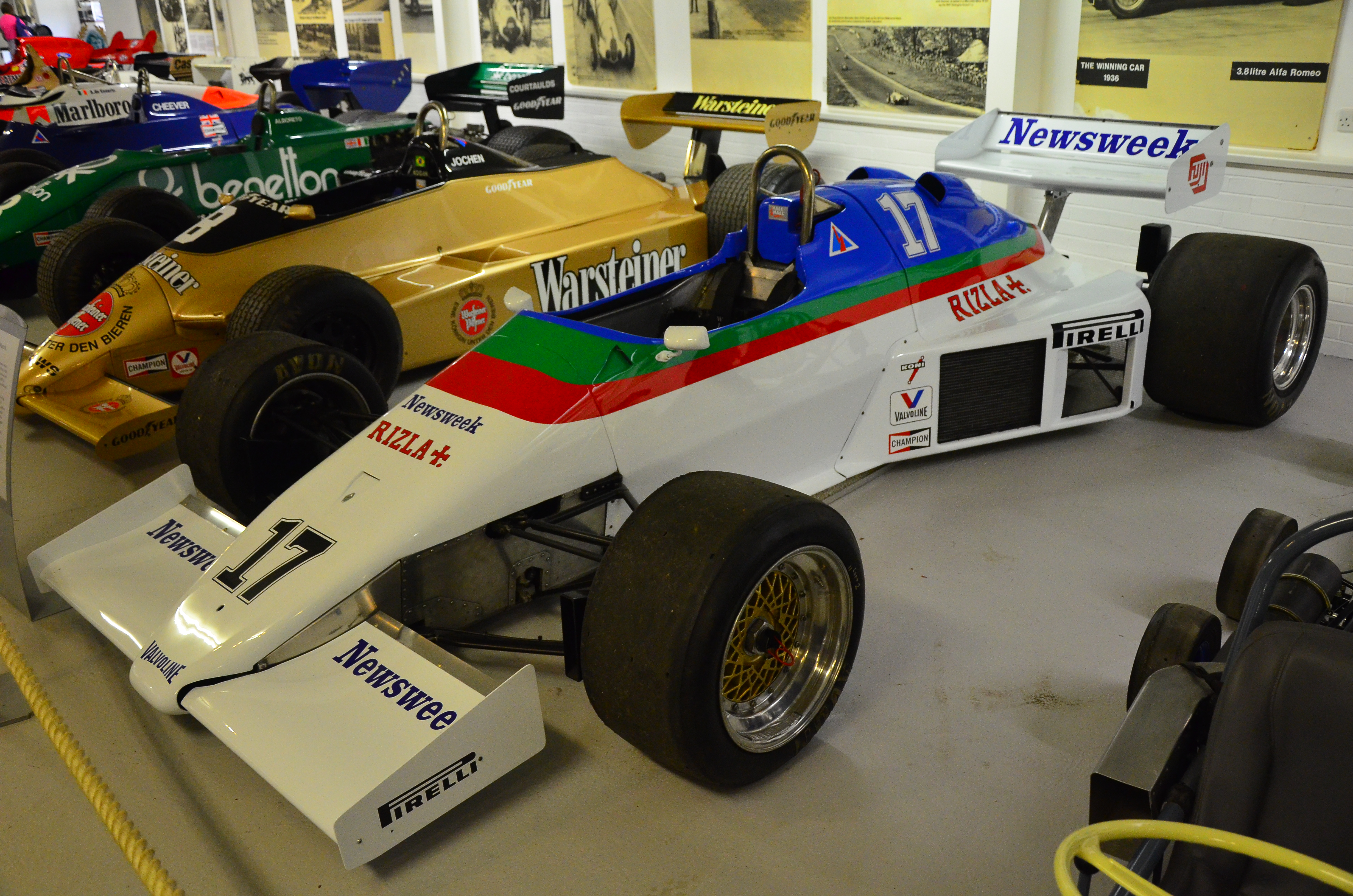
O RAM 01 de março em sua pintura de 1983

O RAM March 01 é o primeiro modelo da equipe RAM da temporada de 1983 da Fórmula 1.
Foi guiado por Kenny Acheson, Eliseo Salazar, Jean-Louis Schlesser e Jacques Villeneuve Sr.. Apenas Salazar e Acheson conseguiram alinhar o carro no grid de largada e atuar na prova.